# Cayman Brac
Cayman Brac és una illa que forma part de les illes Caiman. Es troba en el mar del Carib, aproximadament a 145 quilòmetres (90 milles) al nord-est de l'illa de Grand Cayman i 8 quilòmetres (5 milles) a l'est de Little Cayman. Té aproximadament 19 quilòmetres (12 milles) de llargada amb una amplada mitjana de 2 quilòmetres (1,2 milles). El seu terreny és el més elevat de les tres illes Caiman a causa de "The Bluff" (el penya-segat), un aflorament de pedra calcària que s'eleva de forma constant al llarg de tota l'illa fins a 43 metres (141 peus) per sobre del nivell del mar a l'extrem oriental. L'illa porta en nom d'aquesta important característica, ja que "brac" és un nom Gaèlic que significa bluff illa és anomenada després d'aquesta característica prominent, mentre "brac" és un nom gaèlic que significa bluff (penya-segat en anglès).
La Teignmouth Electró, la barca amb la qual Donald Crowhurst va intentar fer la volta al món ell sól en el Sunday Times Golden Globe Race (Cursa pel globus d'or promocionada pel diari Sunday Times), va ser trobada a la costa sud de l'illa Cayman Brac.

## Història
Christopher Columbus va albirar l'illa de Cayman Brac i la seva illa germana, Little Cayman, el 10 de maig de 1503 quan el seu vaixell es va desviar de la seva trajectòria durant un viatge entre Hispaniola i Panamà. Les va anomenar "Las Tortugas" perquè hi va veure diverses tortugues. Les illes Caiman van ser canviades de nom per Francis Drake, qui va arribar a les illes durant un viatge el 1586. Va utilitzar la paraula "Caymanas", agafada de la tribu Caribs per descriure cocodrils després de veure alguns enormes cocodrils. Hi ha gent que creu que ell només va veure les Rock Iguanas (un tipus d'iguana també anomenada Cyclura) que encara habiten actualment a l'illa [Falta citació].
Durant l'època daurada de la pirateria, els pirates utilitzaven l'illa de Cayman Brac com a refugi així com a lloc per reabastir-se, ja que hi havia pous d'aigua dolça a l'illa, i també podien obtenir aliments de la fauna i flora local.

## Atraccions

### Busseig
Entre els interessos dels bussejadors hi ha la fragata russa Koni Class a 100 metres (330 peus), construït durant l'era de la Unió Soviètica el 1984 per l'armada cubana. És un dels pocs vaixells de guerra soviètics enfonsats a l'hemisferi occidental, i un dels pocs que s'hi pot accedir fàcilment bussejant. La fragata de classe Koni II va ser adquirida i enfonsada pel govern de les Illes Cayman al setembre de 1996. Originàriament anomenat 356, la fragata va ser rebatejada com a M/V Captain Keith Tibbets, per un famós polític de l'illa. El naufragi és l'únic vaixell de guerra rus que es pot explorar bussejant en tot l'hemisferi Occidental. Al principi es va enfonsar a una profunditat de 27 metres (89 peus) amb la coberta a 18 metres (59 peus), fins que el van moure l'acció de les ones provocada per l'huracà Norwester (desembre de 1998-Gener de 1999), que gairebé el va partir en dos. El resultat va ser que la secció de tropa es va inclinar 45 graus amb relació a la part de popa que encara es manté en posició vertical, i el centre del vaixell es va convertir en un camp de runes. La resta de la zona de popa no es va veure afectada. La fragata està situada en una zona arenosa on generalment hi ha bona visibilitat, 200 metres (660 peus) dins del mar (una distància molt gran per a fer-la nedant) des del 'Buccaneer', a la cara nord de l'illa, a prop de la punta occidental de l'illa. Hi ha nombroses obertures a la part superior del vaixell ben conservades per a bussejadors experimentats. Algunes de les obertures estan disponibles des de la part central del vaixell que es va partir per la meitat. Aquestes restes també serveixen com a escull artificial. Altres llocs de capbussament interessants són Radar Reef, Cemetery Wall, i la paret Wilderness, ben coberta de corals i amb una gran diversitat de fauna marina.

### Coves
L'illa de Cayman Brac també atreu els visitants cap a altres sectors a part del busseig. Moltes coves es troben al voltant de l'illa, oferint una visita d'espeleologia al voltant de formacions sota terra. S'han construït molts camins i escales per a permetre als visitants accedir a les coves remotes. Una de les coves, la cova de Rebecca, conté la tomba d'una noia jove que es va perdre durant el gran huracà de Cuba del 1932, i forma part del patrimoni nacional de l'illa.

### Escalada
L'escalada de roques es va iniciar a principis del 1992, i l'illa actualment és coneguda com a destí d'escalada de nivell mundial. Els escaladors han de ser una mica experimentats per escalar el terreny de l'illa, ja que és molt escarpat i moltes vegades han d'escalar cap per avall.

### Camins i rutes de senderisme
Les caminates i rutes de senderisme van ser obertes pel programa de Turisme Natura que permetia l'exploració del dens paisatge, forestació i pedra erosionada per la dissolució. La fauna i flora única crèixen lliurement i es poden observar en el seu estat salvatge.

### Pesca
Les aigües de l'illa són molt utilitzades per la pesca, així com per la recerca del peix big game (joc gran).

## Economia local
L'economia local està molt concentrada en tres àrees que són probablement les típiques de qualsevol illa del carib: Turisme, govern municipal i empreses locals. A l'illa, el govern (incloent-hi l'aerolínia Cayman Airways, la companyia nacional) és qui genera més llocs de treball. Algunes de les famílies més importants de Gran Cayman eren originàriament de l'illa Cayman Brac, tal com les famílies Kirkonnell, Foster, Walton i Scott. La major part del sector turístic està concentrat al voltant del submarinisme, encara que s'està diversificant cap al sector hoteler, conseguint que un de cada dos hotels o complexos hotelers van tancar portes l'any 2006. L'economia de l'illa també va patir els efectes adversos pels enormes danys de l'huracà Paloma de categoria 4 al novembre del 2008.
Una empresa local que és gairebé única a l'illa té els seus artistes treballant en una pedrera local coneguda com a Caymanite, fent les típiques escultures o petits talls de pedra. Dos d'aquests artistes són Eddie Scott i Tenson Scott, les feines dels quals han guanyat competicions nacionals, i també van ser un regal oficial a la reina Elizabeth II i al príncep Andrew durant la visita d'Estat del 1994. El 2011, pel casament del príncep William, el regal oficial va ser esculpit per Horacio Esteban, que va créixer a Cayman Brac tot i que actualment viu a l'illa de Gran Cayman

## Serveis aeris
En aquesta illa hi ha l'Aeroport Internacional Charles Kirkconnell (anteriorment conegut com a Aeroport Internacional Gerrard Smith) es troba en aquesta illa. Tots els vols de passatgers programats són operats per l'aerolínia Cayman Airways amb servei des de i cap a Gran Cayman; els vols petits són operats amb avionetes amb vols limitats, i els vols entre illes operats amb avions Boeing 737-300. A més a més, l'aerolínia Cayman Airways ofereix un servei limitat i estacional Jet-737 entre l'illa de Cayman Brac i Miami, sense parades o amb una parada a Gran Cayman.

## Educació
El Departament d'Educació de les illes Caiman té actualment dues escoles infantils i primàries, i un institut a l'illa. Aquests inclouen:
- L'escola de primària Creek& Spot Bay
- L'escola de Primària West End
- Institut Layman E. Scott Sr.

## Cultura popular
El grup Aerosmith menciona l'illa de Cayman Brac en la seva cançó "Permanent Vacations" del 1987 en l'àlbum del mateix nom.
L'autor John Grisham en el llibre, La Firma, menciona l'illa de Cayman Brac com la destinació final del protagonista principal Mitch McDeere.